# Caesalpinia pulcherrima
Flamboyant, Petit Flamboyant, Fleur de paon, Orgueil de Chine
Pour les articles homonymes, voir flamboyant.
Espèce
Classification phylogénétique
Caesalpinia pulcherrima, appelé flamboyant, petit flamboyant, fleur de paon, orgueil de Chine ou bien, en Guyane, macata ou baraguette, est une espèce de plantes à fleurs dicotylédones de la famille des Fabaceae, sous-famille des Caesalpinioideae. C'est un arbuste originaire des régions tropicales d'Amérique (Sud du Mexique et Amérique centrale).

## Caractéristiques
L'espèce a été répandue par la culture dans la plupart des régions tropicales du monde. Elle s'est naturalisée par endroits et est parfois considérée comme une plante envahissante.
Ce sont des arbustes persistants pouvant atteindre 3 à 5 mètres de haut, aux grandes fleurs rouge-orangé ou jaunes, largement cultivés comme plante ornementale.
C'est la fleur nationale de la Barbade (Pride of Barbados).
Il ne faut cependant pas confondre cet arbuste avec son proche cousin Delonix regia, arbre plus grand également appelé « flamboyant » et à la floraison encore plus spectaculaire.

## Usages

### Médecine
Maria Sibylla Merian, botaniste néerlandaise du XVIIe siècle, décrivit la plante après l'avoir observé au Surinam. Dans son livre, Metamorphosis insectorum Surinamensium, Merian relate que les esclaves africains et les populations amérindiennes utilisait la flos pavonis ou "fleur de paon" comme un abortif. Elle écrit :

Les Indiens, qui sont maltraités par leurs maîtres hollandais, utilisent les graines [de cette plante] pour avorter de leurs enfants, afin que leurs enfants ne deviennent jamais des esclaves comme eux. Les esclaves noirs de Guinée et d'Angola ont demandé d'être bien traités, menaçant de refuser d'avoir des enfants. Ils me l'ont dit eux-mêmes.

## Galerie

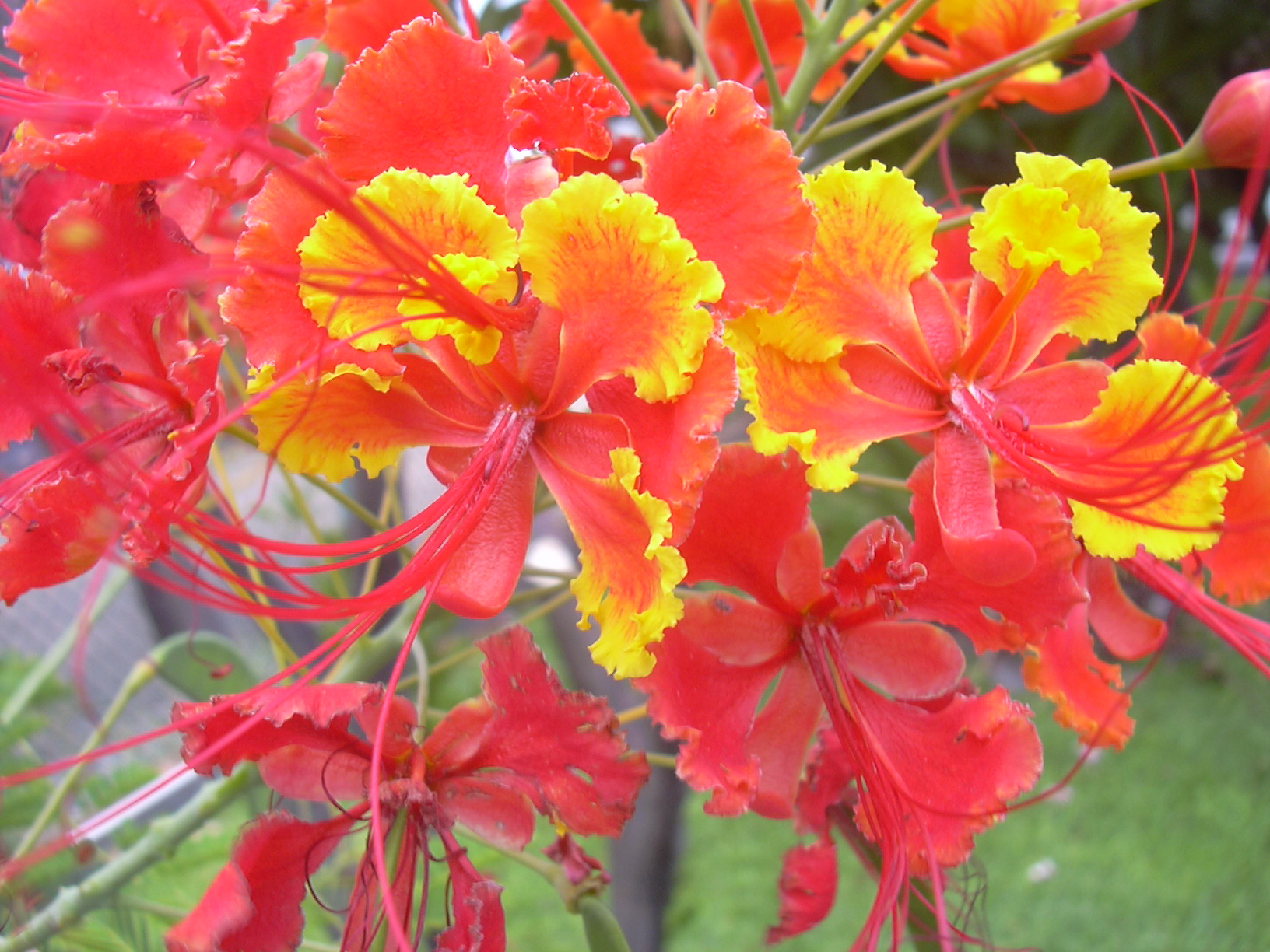
Fleurs.
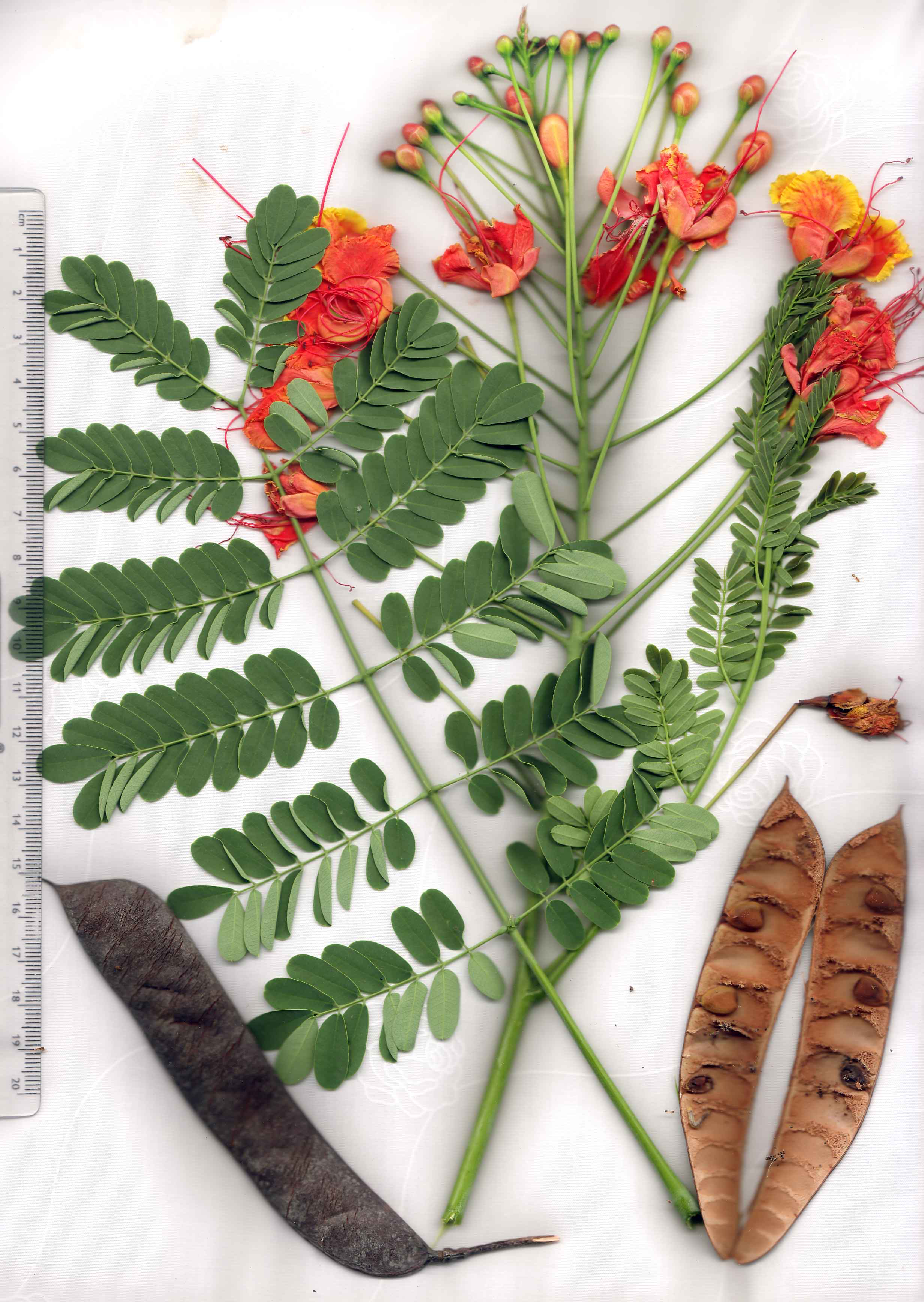
Feuilles, fleurs et gousses.